# Жан-Марк Мормек
Жан-Марк Морме́к (фр. Jean-Marc Mormeck (нар. 3 червня 1972, Пуент-а-Пітр, Гваделупа) — французький професійний боксер. Чемпіон світу в першій важкій вазі WBA (2002—2006, 2007) та WBC (2005—2006, 2007), інтерконтинентальний чемпіон у важкій вазі WBA (2010).

## Спортивна кар'єра
Розпочав любительську кар'єру у 1990 році, під час якої провів 15 поєдинків, з них у 13 переміг. У березні 1995 провів свій професійний дебют та переміг у першому ж раунді нокаутом. 10 листопада 1998 виграв пояс чемпіона Франції у напівважкій вазі.
23 лютого 2002 року Мормек отримує пояс чемпіона світу у першій важкій вазі за версією WBA, перемігши нокаутом у дев'ятому раунді Вірджила Хілла. 
2 квітня 2005 року Мормек додає до своєї колекції пояс чемпіона світу за версією WBC, перемігши у 12 раундах Вейна Брейтвайта.
Проте, 7 січня 2006 року Мормек втратив всі свої пояса в об'єднавчому чемпіонському бою (WBA/WBC/IBF) проти О'Ніла Белла.
В матчі-реванші 17 березня 2007, Мормек повернув чемпіонські пояси по версіям WBA та WBC (на момент бою Белл вже втратив пояс IBF).
В першому ж захисті, 10 листопада 2007 року, Мармек втрачає свої пояси, програвши нокуатом у 7 раунді Девіду Хею.
У 2009 році Мормек повертається на професійний ринг, виступаючи у важкій вазі. З грудня 2009 по грудень 2010 він проводить три бої і в усіх трьох здобуває перемоги. В останньому бою проти Тимура Ібрагімова, Мормек здобуває пояс інтерконтинентального чемпіона за версією WBA.
В жовтні 2011 року Мормек підписав угоду про проведення 20 грудня 2011 бою з Володимиром Кличком, проте через хворобу Володимира бій був перенесений на 3 березня 2012 року. У бою з Володимиром Кличком 3 березня 2012 року Жан-Марк Мормек був нокаутований у четвертому раунді бою. У бою Мормека підтримували актори Жан-Поль Бельмондо і Жан Рено.